# ブラジルサットA1
ブラジルサットA1(ポルトガル語: BrasilSat A1)はブラジルの通信衛星。スパー・エアロスペースがヒューズ社のHS-376衛星バスを利用して製造し、エンブラテルが運用を行った。2002年3月に運用が終了され、墓場軌道へ移動された。

## 特徴
衛星は円錐型で、上方に打上げ後に展開される指向性アンテナが取り付けられていた。衛星は軌道上での重量が671kgであり、50から55rpmでの回転安定を保ち、136kgのヒドラジン燃料を搭載していた。運用開始時で太陽光電池から982ワットを発電し、2機のニカド電池を充電装置として利用した。24機のCバンド通信機と6機の予備通信機が搭載され、ブラジル領域内で34dBWの効率的インシデント放射出力が提供された。
スパー・エアロスペースから取得された2機の衛星はヒューズ社のHS-376型衛星バスを利用しており、値段は1億2500万ドルであった。

## 歴史
1980年代、ブラジルは外国に縛られない独自の衛星の保有を求めていた。試行の結果、1982年、ブラジルの通信企業エンブラテルは米ヒューズ・エアクラフトのパートナーシップの元、カナダのスパー・エアロスペースと2機の衛星からなるブラジルサットA型の製造の契約を行った。
衛星は1985年2月8日23時22分00秒(UTC)にフランス領ギアナのギアナ宇宙基地からサウジアラビアの衛星アラブサット-1Aとともにアリアン3で打ち上げられた。打上げ重量は1195kgであった。打上げ後、ブラジル上空の静止軌道に投入され、ブラジルで初の衛星となった。打上げまで当時の国有企業エンブラテルは第三国の衛星の通信機を借りているだけであったが、この打上げによって通信衛星事業の独立が達成された。衛星は当初ブラジルサット1・2と名づけられ、ブラジル通信衛星システム(Sistema Brasileiro de Telecomunicações por Satélite、SBTS)の始まりを飾り、遠距離通信サービスが提供された。衛星は西経65度に配置された。
その後第2世代の通信衛星が打ち上げられることとなり、2機の衛星はブラジルサットA1・A2に改名された。西経65度の位置には第2世代の通信衛星が継続して配置されることとなり、1995年に打ち上げられたブラジルサットB2がその場所に置かれることとなったため、1994年には西経63度の傾斜軌道に移動された。想定寿命を終え軌道も変わったため、ブラジルサットA1は1995年10月にHCIに売却され、アンテナが北アメリカに向けられることになった。1996年6月半ば、西経79度の傾斜軌道に移動され、1998年8月まで軌道が維持された。1997年11月12日には衛星の運営がパンナムサットに移動している。1999年1月には西経144度の傾斜軌道に移動されて維持された。その後2002年3月に運用を終え墓場軌道に移動された。

## 註
1. ↑  Gunter Kirk Krebs. Brasilsat A 1, 2. Gunter's Space Page. Retrieved 20 December 2016.
2. ↑  NASA. Brazilsat 1. National Space Data Center. Retrieved 20 December 2016.